# Deutsche Futsal-Meisterschaft 2021
Die Deutsche Futsal-Meisterschaft 2021 war die 16. Auflage der deutschen Meisterschaft im Futsal. Die Endrunde fand in der Zeit vom 17. bis 20. Juni 2021 im Sportpark Duisburg statt. Der TSV Weilimdorf besiegte im Finale die HSV-Panthers mit 3:1 und sicherte sich zum zweiten Mal den deutschen Meistertitel. Es war das letzte Mal, dass die Meisterschaft in Turnierform ausgetragen wurde. Zur Saison 2021/22 wurde die Futsal-Bundesliga eingeführt.

## Teilnehmer
Für die Deutsche Futsal-Meisterschaft qualifizierten sich die Meister und Vizemeister der fünf Regionalverbände des DFB. Bis auf die SG VfR Friesenheim/Spartak Mannheim qualifizierten sich alle Teilnehmer für die neue Futsal-Bundesliga.
| Platz | Nord         | West                                 | Südwest                             | Nordost                     | Süd            |
| 1     | HSV-Panthers | MCH Futsal Club Bielefeld-Sennestadt | TSG Mainz-Bretzenheim               | VfL 05 Hohenstein-Ernstthal | TSV Weilimdorf |
| 2     | Wakka Eagles | Fortuna Düsseldorf                   | SG VfR Friesenheim/Spartak Mannheim | 1894 Berlin                 | 1. FC Penzberg |

## Modus
Die fünf Regionalmeister und der Vizemeister des besten Regionalverbandes sind automatisch für das Viertelfinale qualifiziert. Zur Ermittlung des besten Regionalverbandes wurde eine Leistungstabelle herangezogen, bei der das Abschneiden der Mannschaften bei den drei letzten ausgetragenen deutschen Meisterschaften berücksichtigt wird. Das Freilos ging 2020 an den Vizemeister des Regionalverbands Nordost. Die vier anderen Vizemeister greifen bereits in der Vorrunde in das Turnier ein. Dabei trifft der Vizemeister des zweitbesten Regionalverbandes auf den des fünftbesten und der Vizemeister des drittbesten Regionalverbandes auf den des viertbesten. Wegen der COVID-19-Pandemie wurde die Endrunde in Turnierform an einem zentralen Ort ausgetragen.

## Spielplan

### Vorrunde
Gespielt wurde am 17. Juni 2021.
|                | Ergebnis |                                     |
| -------------- | -------- | ----------------------------------- |
| 1. FC Penzberg | 8:1      | SG VfR Friesenheim/Spartak Mannheim |
| Wakka Eagles   | 2:5      | Fortuna Düsseldorf                  |

### Viertelfinale
Gespielt wurde am 18. Juni 2021.
|                    | Ergebnis  |                             |
| ------------------ | --------- | --------------------------- |
| 1. FC Penzberg     | 2:6       | TSG Mainz-Bretzenheim       |
| Fortuna Düsseldorf | 2:4       | TSV Weilimdorf              |
| HSV-Panthers       | 4:2 n. V. | VfL 05 Hohenstein-Ernstthal |
| 1894 Berlin        | 0:5       | MCH Futsal Club Sennestadt  |

### Halbfinale
Gespielt wurde am 19. Juni 2021.
|                       | Ergebnis  |                            |
| --------------------- | --------- | -------------------------- |
| TSG Mainz-Bretzenheim | 2:4       | TSV Weilimdorf             |
| HSV-Panthers          | 4:3 n. V. | MCH Futsal Club Sennestadt |

### Finale
Gespielt wurde am 20. Juni 2021.
|                | Ergebnis |              |
| -------------- | -------- | ------------ |
| TSV Weilimdorf | 3:1      | HSV-Panthers |